# Sainte-Marthe-du-Cap
Sainte-Marthe-du-Cap est un des six secteurs de la Ville de Trois-Rivières. Avant le  1er janvier 2002, elle était une ville québécoise de 6 192 habitants. Lors des réorganisations municipales québécoises de 2002, elle a été fusionnée avec les municipalités de Cap-de-la-Madeleine, Saint-Louis-de-France, Trois-Rivières, Trois-Rivières-Ouest et Pointe-du-Lac, pour former l'actuelle ville de Trois-Rivières.

## Historique
Née de la séparation de la ville de Cap-de-la-Madeleine.